# George Ashmore
George Ashmore (Plymouth, 5 maggio 1898 – 12 maggio 1973) è stato un calciatore inglese, di ruolo portiere.
Durante la sua carriera ha militato quasi esclusivamente nel West Bromwich Albion.
Il 24 maggio 1926 ha indossato per l'unica volta la maglia della Nazionale di calcio dell'Inghilterra, in un'amichevole giocata ad Anversa contro il Belgio e vinta dai britannici per 5-3.

## Statistiche

### Cronologia presenze e reti in nazionale
| Cronologia completa delle presenze e delle reti in nazionale ― Inghilterra | Cronologia completa delle presenze e delle reti in nazionale ― Inghilterra | Cronologia completa delle presenze e delle reti in nazionale ― Inghilterra | Cronologia completa delle presenze e delle reti in nazionale ― Inghilterra | Cronologia completa delle presenze e delle reti in nazionale ― Inghilterra | Cronologia completa delle presenze e delle reti in nazionale ― Inghilterra | Cronologia completa delle presenze e delle reti in nazionale ― Inghilterra | Cronologia completa delle presenze e delle reti in nazionale ― Inghilterra |
| Data                                                                       | Città                                                                      | In casa                                                                    | Risultato                                                                  | Ospiti                                                                     | Competizione                                                               | Reti                                                                       | Note                                                                       |
| -------------------------------------------------------------------------- | -------------------------------------------------------------------------- | -------------------------------------------------------------------------- | -------------------------------------------------------------------------- | -------------------------------------------------------------------------- | -------------------------------------------------------------------------- | -------------------------------------------------------------------------- | -------------------------------------------------------------------------- |
| 24-5-1926                                                                  | Anversa                                                                    | Belgio                                                                     | 3 – 5                                                                      | Inghilterra                                                                | Amichevole                                                                 | -3                                                                         |                                                                            |
| Totale                                                                     |                                                                            | Presenze                                                                   | 1                                                                          |                                                                            | Reti                                                                       | -3                                                                         |                                                                            |

## Palmarès

### Club

#### Competizioni nazionali
- Campionato inglese: 1

West Bromwich: 1919-1920
- Coppa d'Inghilterra: 1

West Bromwich: 1930-1931
- Community Shield: 1

West Bromwich: 1920